# Bisbat de Bururi
El bisbat de Bururi (francès: Diocèse de Bururi); llatí: Dioecesis Bururiensis) és una seu de l'Església catòlica a Burundi, sufragània de l'arquebisbat de Bujumbura.
Al 2020 tenia 675.610 batejats d'un total de 1.524.060 habitants. Actualment està regida pel bisbe Salvator Niciteretse.

## Territori
La diòcesi comprèn les províncies de Buriri i Makamba a Burundi.
La seu episcopal és la ciutat de Bururi, on es troba la catedral de Crist Rei
El territori s'estén sobre 5.983 km² i està dividit en 25 parròquies

## Història
La diòcesi va ser erigida el 6 de juy de 1961 en virtut de la butlla Candida Christi del papa Joan XXIII, prenent el territori de l'arquebisbat de Gitega.
El 13 d'abril de 1973 cedí una porció del seu territori a benefici de l'erecció de la diòcesi de Ruyigi.
Originàriament sufragània de l'arquebisbat de Gitega, el 25 de novembre de 2006 esdevingué sufragània de l'arquebisbat de Bujumbura.
El 17 de gener de 2009 cedí una nova porció del seu territori a benefici de l'erecció de la diòcesi de Rutana.

## Cronologia episcopal
- Joseph Martin, M.Afr. † (6 de juy de 1961 - 17 de setembre de 1973 renuncià)
- Bernard Bududira † (17 de setembre de 1973 - 19 de novembre de 2005 mort)
- Venant Bacinoni † (25 de juy de 2007 - 15 de febrer de 2020 jubilat)
- Salvator Niciteretse, des del 15 de febrer de 2020

## Estadístiques
A finals del 2020, la diòcesi tenia 675.610 batejats sobre una població de 1.524.060 persones, equivalent al 44,3% del total.
| any  | població | població  | població | sacerdots | sacerdots       | sacerdots       | sacerdots             | diàques | religiosos | religiosos | parroquies |
| ---- | -------- | --------- | -------- | --------- | --------------- | --------------- | --------------------- | ------- | ---------- | ---------- | ---------- |
| any  | batejats | total     | %        | total     | clergat secular | clergat regular | batejats por sacerdot | diàques | homes      | dones      |            |
| 1969 | 136.206  | 461.690   | 29,5     | 49        | 7               | 42              | 2.779                 |         | 46         | 49         | 12         |
| 1980 | 154.200  | 427.700   | 36,1     | 29        | 7               | 22              | 5.317                 |         | 25         | 53         | 13         |
| 1990 | 215.447  | 656.056   | 32,8     | 23        | 22              | 1               | 9.367                 |         | 4          | 60         | 13         |
| 1998 | 309.024  | 782.377   | 39,5     | 35        | 33              | 2               | 8.829                 |         | 9          | 74         | 32         |
| 2001 | 309.024  | 782.377   | 39,5     | 36        | 34              | 2               | 8.584                 |         | 9          | 74         | 32         |
| 2002 | 370.841  | 900.016   | 41,2     | 68        | 68              |                 | 5.453                 |         | 5          | 77         | 18         |
| 2003 | 397.903  | 916.608   | 43,4     | 53        | 53              |                 | 7.507                 |         | 5          | 67         | 18         |
| 2004 | 412.526  | 969.157   | 42,6     | 59        | 59              |                 | 6.991                 |         | 5          | 88         | 18         |
| 2006 | 413.960  | 966.391   | 42,8     | 76        | 76              |                 | 5.446                 |         | 5          | 98         | 20         |
| 2012 | 467.000  | 1.256.000 | 37,2     | 71        | 70              | 1               | 6.577                 |         | 6          | 93         | 18         |
| 2015 | 538.613  | 1.333.000 | 40,4     | 82        | 80              | 2               | 6.568                 |         | 9          | 106        | 20         |
| 2018 | 658.400  | 1.462.660 | 45,0     | 105       | 105             |                 | 6.270                 |         | 8          | 129        | 23         |
| 2020 | 675.610  | 1.524.060 | 44,3     | 122       | 121             | 1               | 5.537                 |         | 17         | 112        | 25         |